# Aeroportul Solwezi
Aeroportul Solwezi (IATA: SLI, ICAO: FLSW) este un aeroport din Solwezi, Provincia de Nord-Vest, Zambia.
Situat la o altitudine de 1.386 m, aeroportul dispune de o singură pistă.